# Ontwerp (munt)
Het ontwerp (Engels: pattern, Frans: essai (gelijk aan de omloopsmunt), essai monétaire (verschillend van de omloopsmunt), Duits: Entwurf) van een munt is een munttestslag van een nieuwe munt, gebruikt om mee te experimenteren. Ontwerpen worden in zeer kleine hoeveelheden geproduceerd, zijn meestal te onderscheiden van de reguliere slag en komen in principe niet in omloop.